# 망막 박리
망막 박리(網膜剝離, retinal detachment, 의학: amotio retinae)는 망막의 여러 층 중 신경망막 부분이 망막색소상피로부터 박리되는 병적인 상태를 통틀어 일컫는 말이다.

## 기전
해부학적으로 망막의 안쪽을 구성하는 신경망막층과 가장 바깥층인 망막색소상피층 사이에는 결합을 하는 구조물이 없으나, 망막색소상피가 일종의 펌프와 같은 역할을 수행하여 망막하 공간으로부터 지속적으로 액체를 제거함으로써 망막의 유착상태를 유지하고 있다. 이 상태의 균형을 유지하지 못하는 경우 망막의 아래 공간에 액체가 고이게 되는데 이를 망막박리라고 한다.

## 분류
망막의 유착을 유지하는 균형이 깨어지는 경우는 크게 2가지로 나뉘게 된다. 첫 번째는 열공망막박리로서 망막에 구멍이 발생하여 그 구멍을 통하여 망막하 공간으로 액체가 과도하게 유입되는 경우이다. 두 번째는 비열공망막박리로서 망막의 안쪽으로 당기는 힘에 의하여 망막이 박리되는 견인망막박리와 망막하 공간으로 액체의 유출에 의하여 발생하는 장액망막박리의 2가지로 다시 나뉜다.

## 참고 문헌
- 망막, 개정판 (한국망막학회) 내외학술 2004.[쪽 번호 필요]